# Thierry Bouüaert
Thierry Bouüaert, né le 9 mai 1964 à Uccle (région de Bruxelles-Capitale), est un auteur de bande dessinée belge.

## Biographie
Thierry Bouüaert naît le 9 mai 1964 à Uccle, une commune bruxelloise. Il est influencé par Cosey et André Juillard.
En 1987, il publie pour la première fois dans divers magazines, des histoires courtes sur la solitude, la dictature et le naufrage de l’Amoco Cadiz. Il suit ces années-là des cours d’illustration et de bande dessinée à Institut Saint-Luc de Bruxelles et ensuite à l’Académie des beaux–arts de Saint-Gilles, parallèlement à d'autres activités telles designer, packager et professeur de dessin.
Fin 1989, il commence à publier régulièrement des illustrations et histoires courtes dans le magazine Spirou, sous le pseudonyme de W. H. Duquesnoy. Il publie deux courts récits dans le sixième numéro du périodique Jet des éditions Le Lombard en juin 1990. En 1993, il publie son premier album, Le Train fantôme – une aventure d’Edmund Bell sur scénario de Jacques Stoquart chez Lefrancq à la suite de René Follet. En 1997, il signe la couverture de Betty Page dans l'Inédit no 6. Par la suite, il s'associe à Mauricet, un ami de l'Académie, pour démarrer le projet John et Franny aux éditions Glénat. L'éditeur met cependant fin au contrat lors de la seconde moitié de la réalisation. Un peu déçu par le monde de la bande dessinée, Bouüaert se lance alors dans la peinture, qu'il continuera à pratiquer pendant quatre ans.
Entre 2004 et 2007, Thierry Bouüaert publie une trilogie dont les albums Urgent besoin d’ailleurs, Le Plaisir égoïste du partage et Parfum d’absolu sont publiés chez Bamboo dans la nouvelle collection « Angle de vue ». Le Style Catherine aborde l’inceste et le parcours difficile de la reconstruction d’une victime. La jeune femme s’adresse directement au lecteur comme à un confident. Il est lauréat d’une bourse de soutien à la création en 2007. Il adapte dans une version transposée à l’époque actuelle, la nouvelle de Kathryn Mansfield La Garden party qui sort chez Quadrants en 2011.
De 2013 à 2018, il publie sous le pseudonyme d'Oncle Gilbert, dans Fluide Glacial, les aventures d'Oncle Gilbert, sur un scénario de David Vandermeulen, série humoristique sur la gouaille et les petites magouilles du Bruxelles des années 1970.
Parution en 2017 dans la collection « La petite Bédéthèque des Savoirs de l'album » : Les Droits de l'Homme - Une Idéologie Moderne sur un scénario de François De Smet,,. L'album est couronné du Prix Melouah-Moliterni la même année.
Bouüaert participe à divers albums collectifs dont Animaux a(d)mis, Esquisses présente Berthet, Garance et  Fluide Glacial au Louvre.
Par ailleurs, l'auteur expose ses œuvres : La Garden Party au Centre Culturel de Perwez en 2011 ; La petite Bédéthèque des Savoirs, Salon du Livre de Paris en 2016 ;  Les Droits de l’Homme au Centre belge de la bande dessinée à Bruxelles et à Bourges en France en 2017.
Il avoue dans une longue interview donnée sur la radio BX1, le 16 octobre 2019, avoir été influencé par Cosey, Mézières et la culture anglo-saxonne.
En janvier 2015, Thierry Bouüaert demeure à Bruxelles.

## Œuvres

### Albums de bande dessinée
- Edmund Bell : Le Train fantôme Scénario : Jacques Stoquart, Lefrancq, coll. « BDétectives » no 23, 1993. Sous le pseudonyme de Wilbur Duquesnoy.
- Le Style Catherine, Bamboo, coll. « Angle de vue »[16] :

1. Urgent besoin d’ailleurs, 2004  (ISBN 2-915309-01-9)[17],[18].
2. Le Plaisir égoïste du partage, 2005  (ISBN 2-915309-83-3)[19].
3. Parfum d’absolu, 2007  (ISBN 978-2-350-78216-4)[20],[21],[22].
  - Intégrale[23], Bamboo, 2011  (ISBN 978-2-8189-0601-9).

- 2. Président : John F. Kennedy[24], Casterman, coll. « Rebelles », Bruxelles, avril 2006
Scénario : Maryse et Jean-François Charles - Dessin : Thierry Bouüaert - Couleurs : BenBK -  (ISBN 2-203-39153-7)
- La Garden party[25],[26],[27], Quadrants, coll. « Astrolabe », Toulon, 26 janvier 2011
Scénario, dessin et couleurs : Thierry Bouüaert -  (ISBN 978-2-302-01094-9),d'après Katherine Mansfield.
- La Petite Bédéthèque des savoirs t. 16 : Les Droits de l'Homme : Une idéologie moderne Scénario : François De Smet, Le Lombard, 2017  (ISBN 978-2-8036-3737-9)[28],[10].
- Le Ferry[29],[30], Delcourt, coll. « Mirages », Paris, 8 février 2023
Scénario : Xavier Bétaucourt - Dessin : Thierry Bouüaert -  (ISBN 978-2-413-01830-8)

### Revues et autres supports
- Cyprine 1 et 2, Éditions Coyote noir, 2010-2011.
- Méchant toi-même! avec l'aide de l'Institut Goethe et l'Institut Français, Respect.com.mx, 2012.

#### Fluide Glacial
- Oncle Gilbert (sc. de David Vandermeulen), dans Fluide Glacial, 2013-2016.
  - Fluide Glacial Deluxe no 3 (novembre 2014)[31]
  - Oncle Gilbert passe à la tévé, Fluide Glacial no 470 de juillet 2015
- Comment on a embroché Bugs Bunny, gag, Fluide Glacial no 508 de septembre 2018.

### Collectifs
- Animaux a(d)mis[32], Alliance européenne, Tilff, janvier 1990
Scénario : collectif - Dessin : collectif dont Duquesnoy -  (ISBN 2-87364-000-6)
- Esquisses présente Berthet[33], Rêve-en-Bulles, coll. « Art Book », novembre 1992
Scénario : collectif - Dessin : collectif dont Duquesnoy
- Garance[34], Bamboo Édition, coll. « Grand Angle », Charnay-lès-Mâcon, 29 février 2012
Scénario, dessin et couleurs : Mauricet - (ISBN 978-2-8189-0323-0),Participation de Thierry Bouüaert au cahier graphique de huit pages présentant l’héroïne vue par divers dessinateurs.
- Fluide Glacial au Louvre, Audie, coll. « Fluide Glacial », Paris, 14 mars 2018
Scénario et couleurs : Collectif - Dessin : Collectif dont Oncle Gilbert - (ISBN 978-2-378-78005-0),équivalant à Fluide glacial au Louvre Hors-série Or no 81.

### Expositions

#### Expositions personnelles
- La Garden Party, Centre Culturel de Perwez, 2011[14] ;
- La petite Bédéthèque des Savoirs, Salon du Livre de Paris, 2016[14] ;
- Les Droits de l’Homme au Centre belge de la bande dessinée, Bruxelles, 2017[14] ;
- Les Droits de l’Homme à Bourges, France, 2017[14].

#### Expositions collectives
- Méchant toi-même, exposition collective itinérante sur la tolérance et la diversité culturelle en Russie[14] ;
- Yekaterniburg & Voronesk, 2011, Kommissia de Moscou et Erlangen, 2012[14] ;
- Expo Hommage Hugo Pratt, Paris, 2012[14] ;
- Restrankil #4, Grands dessins Jazz[14],[35],[36], spécial bande dessinée, Apéro-zic les 20 et 21 avril, puis du 22 avril au 13 mai 2013 au Lycaon, Bruxelles ;
- Contribution La Garden Party à l’exposition permanente 2012-2016 du Centre belge de la bande dessinée, Bruxelles[14].